# Deep Impact (film)
Deep Impact är en amerikansk science fiction-katastroffilm från 1998 i regi av Mimi Leder. I huvudrollerna ses Robert Duvall, Téa Leoni och Morgan Freeman. Filmen hade biopremiär i USA den 8 maj 1998 och Sverigepremiär den 15 maj samma år. Den fick snart beröm för att vara vetenskapligt förhållandevis korrekt.

## Handling
Den unge Leo Beiderman (Elijah Wood) och hans flickvän Sarah Hotchner (Leelee Sobieski) är båda medlemmar i den lokala astronomiklubben. Kvällen den 10 maj 1998 ser ungdomarna bredvid dubbelstjärnan Mizar/Alcor en okänd stjärna som de inte kan identifiera. De tar ett foto och skickar det till den professionelle astronomen Dr. Marcus Wolf (Charles Martin Smith), som efter att i sitt observatorium ha upptäckt att det rör sig om en komet som kommer att kollidera med jorden, omkommer i en bilolycka. Hans data hittas och omhändertas av den amerikanska regeringen. 
Flera månader senare arbetar journalisten Jenny Lerner (Téa Leoni) på ett spår om att den amerikanske finansministern Alan Rittenhouse (James Cromwell) har ett misstänkt förhållande med en kvinna vid namn Ellie. Hon följer diverse spår och blir till slut omhändertagen av Secret Service och får möta president Tom Beck (Morgan Freeman). Denne frågar Jenny om vad hon känner till om E.L.E - en fråga som får Jenny att förstå att det inte rör sig om en älskarinna. Efter mötet med president Beck söker hon på internet och får genom en paleontologisajt reda på att E.L.E står för Extinction Level Event, eller massutdöende.
President Beck håller en presskonferens där han tillkännager för nationen att en komet är på kollisionskurs med jorden och att de kommer att sända en bemannad expedition (Messiah, eller frälsare) till kometen för att försöka spränga den i bitar - ett försök som senare misslyckas. Under tiden förbereds ett nationellt lotteri för att utse 800 000 amerikaner som skall flyttas till ett stort grottsystem i Missouri. Ingen över 50 år väljs, medan 200 000 personer som är viktiga inom sina kunskapsområden är förvalda. Besättningen på expeditionen beslutar sig för att offra sig själva för mänsklighetens bevarande och flyger sitt rymdskepp rätt in i kometen som förintas av explosionen, men inte förrän en mindre del slår ner i Atlanten och utplånar miljontals liv och kustområden i Nord- och Sydamerika såväl som i Afrika.

## Om filmen
Astrofysikern Neil deGrasse Tyson har omnämnt Deep Impact som en av de mer vetenskapligt korrekta filmerna.

## Rollista i urval
- Elijah Wood - Leo Beiderman
- Téa Leoni - Jenny Lerner
- Robert Duvall - kapten Spurgeon "Fish" Tanner
- Morgan Freeman - President Tom Beck
- Maximilian Schell - Jason Lerner
- Vanessa Redgrave - Robin Lerner
- Leelee Sobieski - Sarah Hotchner Beiderman
- James Cromwell - Alan Rittenhouse
- Ron Eldard - Dr. Oren Monash
- Mary McCormack - Andrea "Andy" Baker
- Aleksandr Baluev - Överste Michail Tulchinsky
- Blair Underwood - Mark Simon
- Jon Favreau - Dr. Gus Partenza
- Laura Innes - Beth Stanley
- Richard Schiff - Don Beiderman
- Betsy Brantley - Ellen Beiderman
- Mike O'Malley - Mike Perry
- Rya Kihlstedt - Chloe
- Charles Martin Smith - Dr. Marcus Wolf
- Dougray Scott - Eric Vennekor
- Francis X. McCarthy - General Scott
- Kurtwood Smith - Otis Hefter
- Denise Crosby - Vicky Hotchner
- Jason Dohring - Jason Thurman

### Fotnoter
1. ↑  Christian Ploog (21 december 2012). ”Så här går jorden under på film”. Aftonbladet. http://www.aftonbladet.se/nojesbladet/film/article15968368.ab. Läst 21 augusti 2016.
2. ↑  ”Deep Impact” (på engelska). Box Office Mojo. 8 maj 1998. http://www.boxofficemojo.com/movies/?id=deepimpact.htm. Läst 28 augusti 2016.
3. ↑  Vary, Adam B.. ”There Is One Movie Neil deGrasse Tyson Approves Of Scientifically” (på engelska). BuzzFeed. https://www.buzzfeed.com/adambvary/there-is-one-movie-neil-degrasse-tyson-approves-of-scientifi. Läst 27 januari 2019.
4. ↑  Tyson, Neil deGrasse (21 juli 2017). ”Deep Impact = very good science.  Armageddon = extremely bad science” (på engelska). @neiltyson. https://twitter.com/neiltyson/status/888647830172315648. Läst 27 januari 2019.